# Horcotes
Horcotes es un género de arañas araneomorfas de la familia Linyphiidae. Se encuentra en la zona holártica.

## Lista de especies
Según The World Spider Catalog 12.0:
- Horcotes quadricristatus (Emerton, 1882)
- Horcotes strandi (Sytshevskaja, 1935)
- Horcotes uncinatus Barrows, 1945